# Lazybones (pel·lícula de 1925)

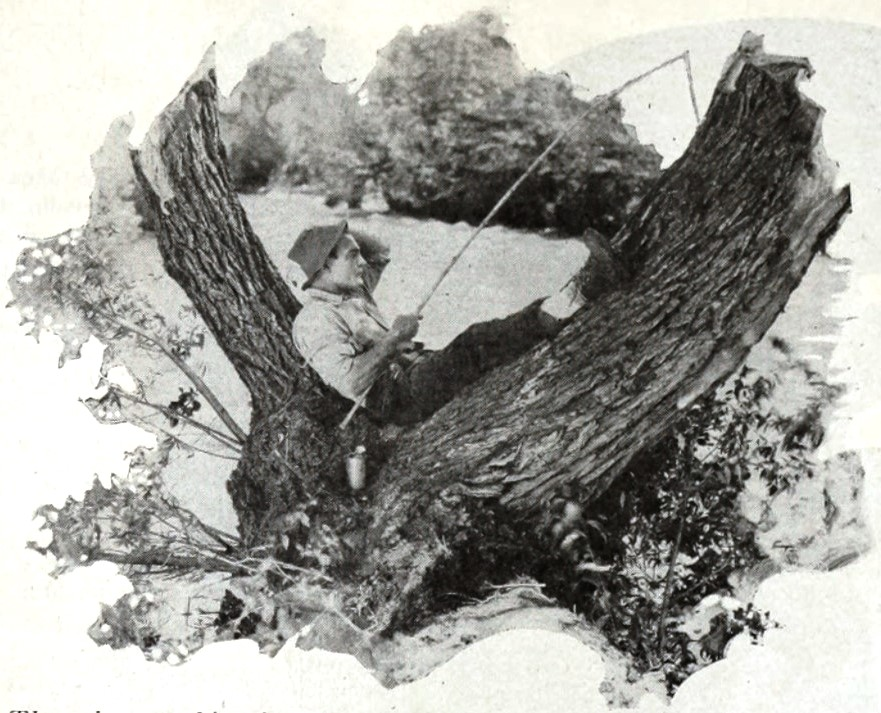
Buck Jones en un fotograma de la pel·lícula aparegut a la pàgina 49 del número del 7 de novembre de 1925 de la revista The Moving Picture World,

Lazybones (lit. ‘Gandul’) és una pel·lícula muda de la Fox Film Corporation dirigida per Frank Borzage i protagonitzada per Madge Bellamy, Buck Jones i ZaSu Pitts. Basada en la peça teatral homònima d’Owen Davis adaptada per Frances Marion, la pel·lícula es va estrenar el 9 de novembre de 1925. Els intertítols han estat traduïts al català.

## Argument
Agnes Fanning i Lazybones, un personatge simpàtic però impertinent, són una parella d’enamorats que viuen en una petita ciutat cap a l'any 1900. La germana d’Agnes, Ruth, és reclamada que retorni d’una escola per casar-se amb Elmer Ballister. Aquesta retorna a casa amb una criatura, Kit, explicant que es va casar amb un mariner que es va ofegar. Lazybones salva Ruth de suïcidar-se i adopta Kit. Ruth es casa amb Elmer Ballister. Agnes abandona Lazybones quan aquest es nega a renunciar a la nena. Ruth mor després de confessar-se a la seva mare. Passen els anys, Lazybones marxa a França durant la Guerra Mundial. En tornar, planeja casar-se amb Kit, que ha esdevingut una dona, però la troba enamorada de Dick Ritchie. Kit es casa amb Dick, i s'insinua que Lazybones i Agnes s'acabarant casant.

## Repartiment
- Buck Jones (Steve Tuttle, Lazybones)
- Edythe Chapman (Mrs. Tuttle)
- Madge Bellamy (Kit)
- ZaSu Pitts (Ruth Fanning)
- Jane Novak (Agnes Fanning)
- Emily Fitzroy (Mrs. Fanning)
- Leslie Fenton (Dick Ritchie)
- William Bailey (Elmer Ballister)
- Virginia Marshall (Kit de més petita)